# Kasalla
Kasalla est un groupe de rock allemand, originaire de Cologne. Ses membres chantent en kölsch.

## Biographie

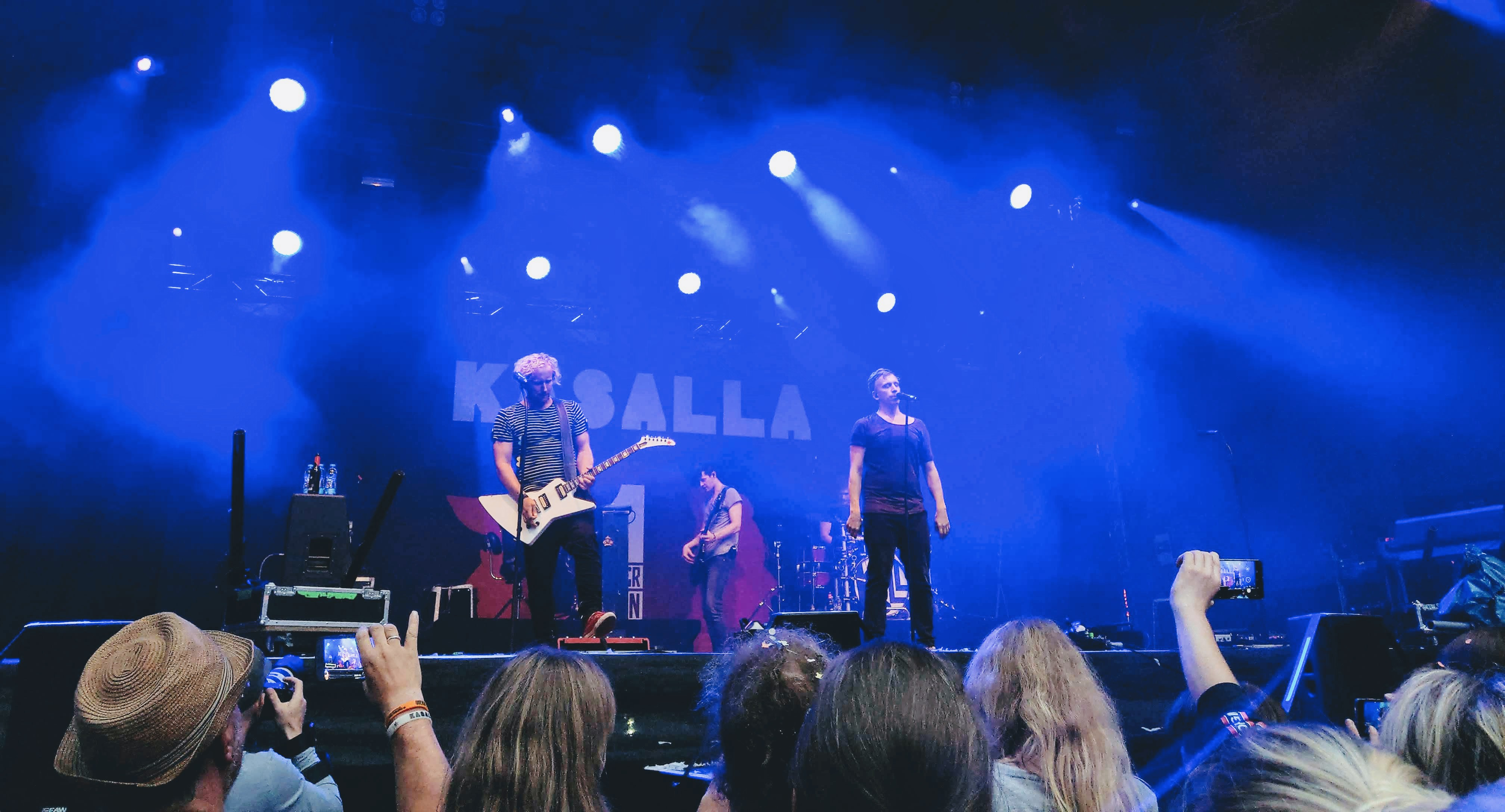
Kasalla au Gamescom City Festival, de 2018.

Le groupe est formé à la mi-2011 par le guitariste et compositeur Flo Peil et le chanteur Bastian Campmann. Peil, qui est actif sur la scène musicale de Cologne depuis des années, a composé pour de nombreux groupes locaux de renom tels que le Bläck Fööss, Paveier et le Kölner Jugendchor Sankt Stephan. Avec le chanteur Bastian Campmann, fils du guitariste du groupe Räuber décédé en 2007, Norbert Campmann, les premières chansons sont écrites.
Environ quatre mois après leur premier concert, le 5 septembre 2011, au MTC Concert Club de Cologne, sort leur premier album, Et jitt Kasalla, en janvier 2012. Les critiques sont positives, et l’album est salué comme « la meilleure édition musicale de Cologne depuis des années ».
En 2012, Kasalla joue au Kölner Lichter, à l'occasion du 40e anniversaire du groupe Höhner, lors de la finale de la Coupe DFB des femmes de la Rheinenergiestadion et en soutien à Silbermond lors de leur concert à Cologne à la Lanxess Arena. Le 9 novembre 2012, Kasalla sort une nouvelle version de sa démo anti-raciste Arsch huh, Zäng ussenander, et le morceau Fleisch un Bloot. Le même jour, leur deuxième album, Immer en Bewäjung, reçoit également des critiques positives : « Douze mois après la sortie de Et jitt Kasalla, beaucoup ont parlé du meilleur album de kölsch depuis des années. Maintenant, ils doivent revoir leur jugement. Le deuxième disque du groupe est encore meilleur que le premier. » Il est suivi en avril 2013 par une tournée locale, et en mai 2013, le groupe est invité à l'émission Inas Nacht. 
Le 24 août 2014, le premier concert en plein air de Kasalla se déroule au Tanzbrunnen, à Cologne, devant plus de 12 000 spectateurs. Le DVD est sorti le 15 décembre 2014. Le 6 février 2015, Kasalla sort son troisième album studio, Us der Stadt met K. Norbert Ramme, du Kölner Stadt-Anzeiger, écrit qu'il deviendra un très bon album local qui attirera la jeune génération. La chanson Stadt met K, caractérise par un style de guitare inhabituellement agressif, sort sous réserve. Lors de la session 2014/2015, le groupe joue avec All Jläser Huh vainqueur des concours Top Jeck et Loss mer singe,.
Le groupe fête ses cinq ans avec deux concerts joués les 9 et 10 septembre 2016 à la Lanxess-Arena deCologne. Carolin Kebekus et Gentleman étaient les invités. Les concerts sont enregistrées pour un album live. Ce double album, intitulé Live in der Kölnarena, est publié le 2 décembre 2016 et atteint la 67e place des charts allemands. Le 8 septembre 2017, ils publient leur quatrième album studio, intitulé Mer sin eins, qui contient plus de textes personnels et innove le rap de Cologne. L'album atteint la 5e place des charts de l'album. Le groupe effectue une tournée à l'automne 2017, qui les emmène également en Suisse et en Autriche.
En avril 2018, Kasalla est nommé pour un Echo Award.

## Discographie

### Albums studio
- 2012 : Et jitt Kasalla
- 2012 : Immer en Bewäjung
- 2015 : Us der Stadt met K
- 2016 : Live in der Kölnarena
- 2017 : Mer sin eins
- 2017 : Nit esu laut (Live mit Orchester)

### Singles
- 2012 : Pirate
- 2012 : Immer noch do
- 2013 : Kumm mer lääve
- 2015 : Hür niemols op ze singe
- 2015 : Alle Jläser huh
- 2015 : Stadt met K
- 2016 : Pirate (feat. Carolin Kebekus)
- 2016 : Mer sin eins
- 2018 : Alle su yeah!
- 2019 : Ress vun dingem Levve
- 2019 : Pommes un Champagner

## Distinctions
- 2014 : Deutscher Musikautorenpreis
- 2018 : Echo Award, nommé dans la catégorie Volkstümliche Musik für pour l'album Mer sin Eins[9]